# Сибирская кобылка
Сиби́рская кобы́лка (лат. Gomphocerus sibiricus) — насекомое семейства Настоящие саранчовые, опасный вредитель сенокосов, пастбищ, посевов зерновых.
Длина взрослого насекомого до 25 мм у самки и до 23 мм у самца. Цвет — бурый, оливковый или зеленоватый. Надкрылья заходят за вершину задних бёдер, голени жёлтые, часто с тёмными пятнами, переднеспинка самца вздута, голени передних ног грушевидной формы, антенны булавовидные, у самок — нитевидные.
Распространён в Сибири, в северной половине Казахстана, в горах Казахстана и Средней Азии, в Монголии, Северо-Восточном Китае и Тибете, на севере европейской части России, в горах Кавказа и юга Европы.